# Guarneri
Guarneri o Guarnerius és el nom donat als instruments de corda fabricats per la família Guarneri de Cremona, Itàlia. El seu membre més famós va ser Giuseppe Guarneri (1698 - 1744, també conegut com a Giuseppe del Gesù) qui va fabricar el violí utilitzat per Paganini i que actualment es conserva al Museu de Gènova.
Els Guarnerius són encara més rars que els Stradivarius.

## Família Guarneri
- Andrea Guarneri (1626 - 7 desembre 1698) va ser un aprenent al taller de Nicolo Amati de 1641-1646 i novament amb ell del 1650 al 1654. Els seus primers instruments es basen en el disseny del Grand Amati, però va batallar per obtenir la sofisticació dels propis instruments Amati. Va fabricar algunes violas molt fines, una de les quals va ser interpretada per William Primrose.

Dos dels fills d'Andrea Guarneri van continuar la tradició del seu pare.
- Pietro Giovanni Guarneri (18 febrer 1655 - 26 de març de 1720) és conegut com a Pedro de Màntua (Pietro da Mantova) per distingir-lo del seu nebot Pietro Guarneri. Va treballar al taller del seu pare al voltant de l'any 1670 fins al seu matrimoni en 1677. Es va establir en Màntua el 1683, on va treballar com a músic i fabricant de violins. Els seus instruments generalment són més fins que els del seu pare, però són més rars, per la seva doble professió. Joseph Szigeti ha interpretat un dels seus instruments.
- El seu fill menor, Giuseppe Giovanni Battista Guarneri (25 de novembre de 1666-1739 o 1740) conegut com a Filius Andreae, es va unir al negoci del seu pare en Cremona, en heretar en 1698. És reconegut entre els grans fabricants de violins, tot i competir amb Stradivari, una presència omnipresent al llarg de la seva carrera. Al voltant de 1715 va ser ajudat pels seus fills i probablement per Carlo Bergonzi.

Giuseppe Giovanni Battista va ser pare de dos fabricants d'instruments:
- Pietro Guarneri (Pere de Venècia o Pietro da Venezia) (14 abril 1695 - 7 d'abril de 1762). Va deixar Cremona en 1718, establint-se, posteriorment, en Venècia. Aquí va combinar les tècniques del seu pare amb les de Venècia, potser treballant amb Domenico Montagnana i Carlo Annibale Tononi. Els seus primers treballs originals daten de 1730. Els seus instruments són rars i molt apreciats igual que els del seu pare i els del seu oncle. Un dels seus violoncels va ser interpretat per Beatrice Harrison.

- Bartolomeo Giuseppe Guarneri (Des de Gesú 21 agost 1698 - 17 d'octubre de 1744), és considerat el més grandiós fabricant de violí de tots els temps. Giuseppe és conegut com a Del Gesú. Els seus instruments es van diferenciar de la tradició familiar, creant un estil propi i únic, és considerat un dels millors, només després dels de Stradivari, encara que alguns opinen el contrari.

## Treballs destacats
L'instrument favorit del virtuós violinista Niccoló Paganini era l' II Cannon Guarnerius, un violí Guarneri del Gesú de 1743. El violí Lord Wilton Guarneri del Gesú  fet el 1742 va ser propietat de Yehudi Menuhin.
Altres intèrprets de violins Del Gesú al segle xx van ser Arthur Grumiaux, Jascha Heifetz, Michael Osera Rabin, Joseph Silverstein, Eugène Ysaÿe, Isaac Stern, Henryk Szeryng, Leonid Kógan, Alberto Lysy i Pinchas Zukerman
La història de la família Guarneri és incerta. Una font assegura: "... Giuseppe Del Gesú i Pietro da Venezia van poder haver estat més cosins que germans, així mateix Pietro da Venezia va poder haver estat fill de Pietro da Mantova ...".